# Rhopalosiphum maidis
Rhopalosiphum maidis, nombre común del pulgón de la hoja del maíz y del pulgón del maíz, es un insecto, y una plaga del maíz y otros cultivos. Tiene una distribución casi a nivel mundial y se encuentra típicamente en campos agrícolas, pastizales y zonas de bosques. Entre los áfidos que se alimentan del maíz, el R. maidis es encontrado con más frecuencia, y el más perjudicial desde el punto de vista económico, especialmente en las zonas tropicales y templadas más cálidas. Además del maíz, R. maidis daña el arroz, el sorgo y otras monocotiledóneas cultivadas y silvestres.

## Descripción
Los cuerpos de las hembras partenogenéticas sin alas son de color verde o verde blanquecino. La cabeza, las antenas, las patas, los cornículos, la cola y las bandas transversales del abdomen son de color marrón oscuro, y el cuerpo tiene pelos cortos escasos. La longitud de las antenas es menos de la mitad de la longitud del cuerpo. Los cornículos no son más largos que la cola en forma de dedo. En las hembras aladas, la cabeza y el tórax son de color marrón oscuro y las cornículas son más cortas que en las hembras sin alas.
La mayoría de las poblaciones de R. maidis son anholocíclicas, es decir, la reproducción se produce en su total por medio de partenogénesis . Sin embargo, se ha informado de reproducción sexual en Pakistán y Corea, con Prunus ssp. como huésped principal. En poblaciones de Japón y Kenia, se han encontrado machos, pero no hembras que se reproducen sexualmente.

## Interacciones agrícolas
En invierno, las hembras partenogenéticas aladas y las larvas sobreviven en monocotiledóneas silvestres, desde las cuales se trasladan a los campos agrícolas en la primavera. Los campos se van poblando de forma gradual, comenzando desde los bordes hacia el centro. Su reproducción es rápida, con hasta doce generaciones por año. La población de áfidos alcanza un máximo a finales del verano.
Las poblaciones densas de R. maidis en el maíz ( Zea mays ) pueden causar daños directos a través de la eliminación de los fotosintatos. Las grandes cantidades de melaza que depositan los áfidos se alimentan de las espigas de maíz, y pueden evitar la liberación de polen y disminuir el rendimiento hasta en un 90 %. Varios virus dañinos del maíz, incluidos el virus del enanismo amarillo del maíz, el virus del enanismo amarillo de la cebada, el virus del mosaico de la caña de azúcar y el virus del mosaico del pepino, son transmitidos por R. maidis .
Además de alimentarse del maíz, R. maidis infesta una variedad de pastos cultivados, incluidos el trigo, la cebada, la avena, el centeno, el sorgo, la caña de azúcar y el arroz. La cebada es un huésped particularmente adecuado para R. maidis, aunque también existe una variación considerable en la resistencia dentro de la especie.

## Ecología química

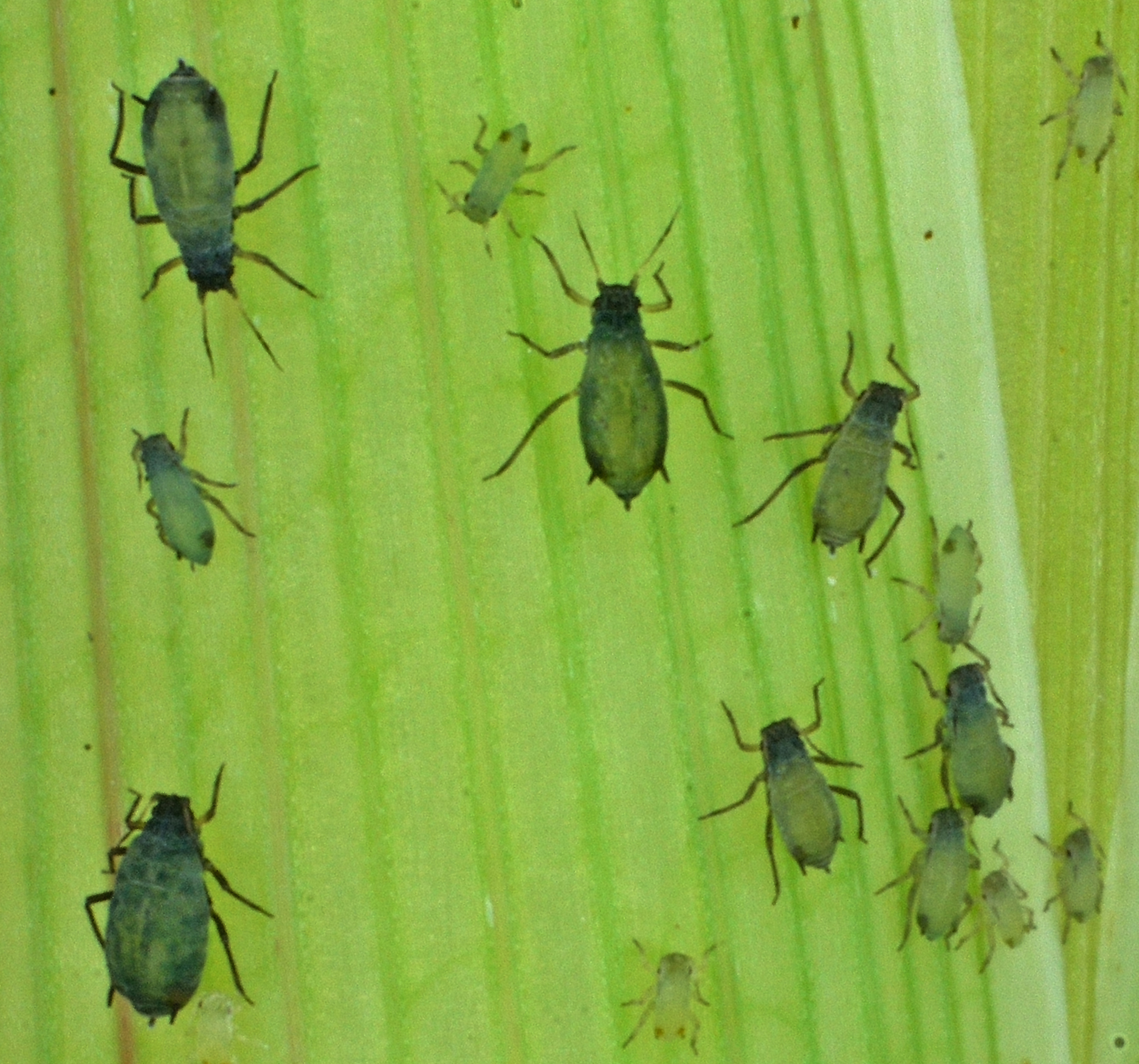
Rhopalosiphum maidis (áfidos de la hoja de maíz) sobre Zea mays (maíz)

En condiciones mejoradas de CO2, se redujeron significativamente la tasa de crecimiento y la reproducción de R. maidis en la cebada. Los volátiles de la cebada cultivada bajo CO2 también fueron menos atractivos que los de las plantas cultivadas bajo CO2 atmosférico. La temperatura y el hacinamiento tienen efectos diferenciales en la formación de alas en la reproducción partenogenética de R. maidis en cebada.
Las líneas endogámicas de maíz varían en su resistencia para el R. maidis y otras plagas de insectos. En relación con otros pulgones que se alimentan de maíz (como Rhopalosiphum padi, Schizaphis graminum, Sitobion avenae y Metopolophium dirhodum ), el R. maidis exhibe una mayor tolerancia a los benzoxazinoides, la clase más abundante de metabolitos defensivos del maíz.
No obstante, la variación específica del linaje en la resistencia del maíz a R. maidis se asoció con las diferencias en la abundancia de 2,4-dihidroxi-7-metoxi-I,4-benzoxazin-3-ona glucósido (DIMBOA-Glc), un benzoxazinoide que se encuentra en grandes cantidades en el maíz. Tanto el aumento de la síntesis de DIMBOA-Glc como la reducción de la conversión a 2-hidroxi-4,7-dimetoxi-1,4-benzoxazin-3-ona glucósido (HDMBOA-Glc) pueden mejorar la resistencia de las plántulas de maíz a R. maidis. Las mutaciones del maíz que eliminan la biosíntesis de benzoxazinoide aumentan la reproducción de R. maidis.
En algunos casos, la alimentación de orugas puede mejorar la conversión de DIMBOA-Glc a HDMBOA-Glc, lo que aumenta la resistencia del maíz contra el R. maidis. Las moléculas de señalización de defensa ácido 2-oxo-fitodienoico (OPDA) y el etileno participan en la regulación de la resistencia del maíz a R. maidis.
En experimentos con el uso del olfatómetro, R. maidis fue repelido por volátiles de plantas de maíz dañadas. Uno de los principales volátiles emitidos por el maíz dañado es el terpeno ( E )‐β‐farneseno, que también funciona como una feromona de alarma para los áfidos y, por lo tanto, puede ser un repelente. Las mutaciones de una terpeno sintasa de maíz, TPS2, hicieron que las plantas fueran más atractivas para R. maidis.

## Secuenciación del genoma
Existe una variación dentro de la especie en relación con el número de cromosomas de R. maidis, y se han informado cariotipos de 2n = 8, 9 y 10. Mientras que las cepas de R. maidis en maíz tienden a tener 2n = 8, las de cebada generalmente tienen 2n = 10. Para facilitar la investigación relacionada con las interacciones ecológicas, la transmisión de virus, la resistencia a los plaguicidas y otros aspectos de la biología de las especies, se ensambló un genoma de alta calidad a partir de un linaje partenogenético de R. maidis recolectado del maíz. El genoma ensamblado tiene un tamaño de 321 Mb y presenta un total de 17.629 genes que codifican proteínas. El ensamblaje del genoma fue facilitado por el nivel extremadamente bajo de heterocigosidad en el aislado de R. maidis secuenciado.

## Hospedadores
- Cebada
- Mijo
- Arroz
- Varias especies de gramíneas
- Sorgos
- Caña de azúcar
- Trigo